# Cộng hoà Xã hội chủ nghĩa Slovenia
Cộng hoà Xã hội chủ nghĩa Slovenia (tiếng Slovene: Socialistična republika Slovenija, tiếng Serbia-Croatia: Socijalistička Republika Slovenija / Социјалистичка Република Словенија), thường gọi là  Slovenia Xã hội chủ nghĩa hoặc chỉ là Slovenia, là một trong sáu cộng hoà liên bang tạo thành Nam Tư và là quốc gia dân tộc của người Slovenia. Nhà nước này tồn tại dưới nhiều tên khác nhau từ khi được thành lập vào ngày 29 tháng 11 năm 1945 cho đến ngày 25 tháng 6 năm 1991.
Vào đầu năm 1990, chính phủ đã dỡ bỏ hệ thống chính phủ độc đảng – được thiết lập bởi Liên đoàn những người cộng sản – và áp dụng một nền dân chủ đa đảng. Cộng hòa Slovenia đã bỏ tên hiệu 'Xã hội chủ nghĩa' ngay sau đó và vào cuối năm 1990 đã bỏ phiếu công khai thành công cho nền độc lập, và nước này chính thức tuyên bố độc lập vào ngày 25 tháng 6 năm 1991, và đạt được điều này sau Chiến tranh Mười ngày ngắn ngủi.

## Tên gọi
Nước cộng hòa lần đầu tiên có tên chính thức là l'Slovenia Liên bang (tiếng Slovene: Federalna Slovenija, tiếng Serbia-Croatia: Federalna Slovenija / Федерална Словенија) cho đến ngày 20 tháng 2 năm 1946, khi được đổi tên thành Cộng hòa Nhân dân Slovenia (tiếng Slovene: Ljudska republika Slovenija, tiếng Serbia-Croatia: Narodna Republika Slovenija / Народна Република Словенија). Nó giữ tên này cho đến ngày 9 tháng 4 năm 1963, khi được đổi tên một lần nữa, lần này là Cộng hòa Xã hội chủ nghĩa Slovenia (tiếng Slovene: Socialistična republika Slovenija, tiếng Serbia-Croatia: Socijalistička Republika Slovenija / Социјалистичка Република Словенија).
Vào ngày 8 tháng 3 năm 1990, Cộng hòa Xã hội chủ nghĩa Slovenia đã loại bỏ tiền tố "Xã hội chủ nghĩa" khỏi tên của mình, trở thành Cộng hòa Slovenia, mặc dù vẫn là một quốc gia cấu thành của Cộng hòa Liên bang Xã hội chủ nghĩa Nam Tư cho đến ngày 25 tháng 6 năm 1991, khi họ ban hành luật dẫn đến độc lập.

## Độc lập
Vào tháng 9 năm 1989, nhiều sửa đổi hiến pháp đã được Quốc hội Cộng hòa Xã hội chủ nghĩa Slovenia thông qua, áp dụng dân chủ nghị viện cho đất nước. Cùng năm đó Hành động phía Bắc đoàn kết phe đối lập và cộng sản dân chủ hóa tại Slovenia trong hành động phòng thủ đầu tiên chống lại các cuộc tấn công của các ủng hộ viên Milošević, dẫn đến nền độc lập của Slovenia.
Từ 'Xã hội chủ nghĩa' đã bị xóa khỏi tên của nhà nước khi đó vào ngày 7 tháng 3 năm 1990. Cơ sở xã hội chủ nghĩa đã bị giải thể phần lớn.  Cuộc bầu cử dân chủ công khai đầu tiên được tổ chức vào ngày 8 tháng 4 năm 1990. Phe đối lập, được gọi là liên minh DEMOS do nhà bất đồng chính kiến Jože Pučnik lãnh đạo, đã giành chiến thắng trong cuộc bầu cử quốc hội. Đồng thời, Milan Kučan, cựu chủ tịch của Liên đoàn những người cộng sản Slovenia (ZKS), được bầu làm Tổng thống Cộng hòa. Quốc hội được bầu cử dân chủ đã đề cử lãnh đạo Đảng Dân chủ Cơ đốc giáo Lojze Peterle làm Thủ tướng, điều này đã chấm dứt thực sự 45 năm cầm quyền của Đảng Cộng sản. Trong thời kỳ này, Slovenia vẫn giữ lại lá cờ và huy hiệu cũ của mình, cùng với hầu hết các biểu tượng trước đây trong khi chờ đợi việc tạo ra các biểu tượng mới sẽ xuất hiện sau khi giành được độc lập. Quốc ca cũ là Naprej zastava slave đã được thay thế bằng Zdravljica vào tháng 3 năm 1990.
Vào ngày 23 tháng 12 năm 1990, một cuộc trưng cầu dân ý về độc lập được tổ chức tại Slovenia, khi đó 94,8% số phiếu (88,5% tổng số cử tri) bỏ phiếu ủng hộ việc Slovenia ly khai khỏi Nam Tư. Vào ngày 25 tháng 6 năm 1991, các đạo luật về nền độc lập của Slovenia được Nghị viện thông qua.  Sau Chiến tranh Mười ngày ngắn ngủi, quân đội Slovenia giành được độc lập; đến cuối năm, nền độc lập của họ được cộng đồng quốc tế công nhận.